# Cladonota foliatus
Cladonota foliatus är en insektsart som beskrevs av William D. Funkhouser. Cladonota foliatus ingår i släktet Cladonota och familjen hornstritar. Inga underarter finns listade i Catalogue of Life.